# Lemonjelly.ky
Lemonjelly.ky je kompilační album anglického elektronického hudebního dua Lemon Jelly. Vydáno bylo v říjnu roku 2000 společností XL Recordings. Obsahuje písně, které kapela původně vydala na třech třípísňových EP: The Bath (1998), The Yellow (1999) a The Midnight (2000).

## Seznam skkladeb
| Pořadí | Název                 | Původní EP   | Délka |
| ------ | --------------------- | ------------ | ----- |
| 1.     | In the Bath           | The Bath     | 6:41  |
| 2.     | Nervous Tension       | The Bath     | 6:39  |
| 3.     | A Tune for Jack       | The Bath     | 6:45  |
| 4.     | His Majesty King Raam | The Yellow   | 7:19  |
| 5.     | The Staunton Lick     | The Yellow   | 5:22  |
| 6.     | Homage to Patagonia   | The Yellow   | 9:34  |
| 7.     | Kneel Before Your God | The Midnight | 7:21  |
| 8.     | Page One              | The Midnight | 9:12  |
| 9.     | Come                  | The Midnight | 8:29  |